# 貝爾艾爾 (堪薩斯州)
貝爾艾爾（英語：Bel Aire）是一個位於美國堪薩斯州塞奇威克縣的城市。

## 地方資料
根據2020年美國人口普查的數據，貝爾艾爾的面積為17.60平方千米，當中陸地面積為17.52平方千米，而水域面積為0.08平方千米。當地共有人口8262人，而人口密度為每平方千米469.43人。